# Signora Puff
La signora Puff (Mrs. Penelope "Poppy" Puff) è un personaggio  immaginario della serie animata SpongeBob.

## Caratterizzazione
È un pesce palla, titolare (nonché insegnante) della scuola guida di Bikini Bottom (identica in tutto e per tutto ad una scuola elementare). Il suo allievo peggiore è SpongeBob, il quale non è riuscito ad ottenere la patente nonostante abbia sostenuto 58 esami. La signora Puff è terrorizzata quando deve far guidare questo suo terribile alunno, in quanto SpongeBob molte volte ha causato gravi incidenti che hanno fatto andare entrambi all'ospedale. Infatti la povera insegnante cerca in ogni modo di evitarlo arrivando persino a dargli la patente per toglierselo di mezzo (episodio A un passo dalla patente, seconda stagione).
La signora Puff, rendendosi conto dell'errore e sentendosi responsabile di ciò che ha fatto, per sfuggire ad un futuro arresto, progetta di andare in un'altra città ad aprire un'altra scuola guida sotto falso nome (accennando subito dopo di averlo già fatto in passato per motivi sconosciuti e affermando di non avere affatto intenzione di ricominciare). Fortunatamente però la Puff cambia idea e per togliere dalle strade un pericolo pubblico, sempre nello stesso episodio, cerca di rubare la nuovissima barcamobile di SpongeBob. La Puff si scuserà con lui per ciò che ha fatto, e lo farà tornare a scuola guida. In un altro episodio (Il guardiano della scuola, prima stagione), pur tentando di rifiutarlo in tutti i modi, la signora Puff dà a SpongeBob l'incarico di guardiano della scuola la cui cosa però si rivela un totale disastro. SpongeBob infatti durante il suo incarico mette sottosopra tutta Bikini Bottom; dove quindi viene cercato dalla polizia. Quando però i poliziotti trovano SpongeBob, vi è l'arrivo della signora Puff, che lo rimprovera. I poliziotti però arrestano lei quando confessa di essere responsabile dell'accaduto. Una delle gag ricorrenti nella serie è infatti l'arresto della signora Puff da parte delle forze dell'ordine per via dei danni provocati da SpongeBob.
Nonostante tutto, la signora Puff agisce spesso da figura materna per SpongeBob.
Nell'episodio Il granchio innamorato della seconda stagione, si fidanza con Mr. Krabs, il quale è diviso tra il desiderio di renderla felice con costosissimi regali e la sua proverbiale avarizia, nonostante ciò la relazione prosegue negli anni. La signora Puff è infatti l'unica persona, oltre a sua figlia, che Mr. Krabs pone al di sopra dei suoi guadagni. Il suo panino preferito al Krusty Krab è il Krabby Patty al formaggio. 
Con il passare delle stagioni è diventata sempre più cinica e suscettibile nei confronti di SpongeBob, infatti in molti episodi inventa spesso loschi stratagemmi per non farlo più tornare alla sua scuola guida e in un episodio (Demolition Derby, ottava stagione) arriva addirittura sul punto di volerlo uccidere ad un demolition derby con delle macchine da corsa e con un trattore guidato da lei stessa, visto che a causa della spugna (anche se involontariamente) aveva perso (temporaneamente) la sua capacità di gonfiarsi come i suoi simili. Nell'episodio C'è solamente la strada della nona stagione, SpongeBob riesce ad avere la patente, pur ripetendo la titolare frase e guidando la barca su una strada deserta. Tuttavia, alla fine dell'episodio la signora Puff viene arrestata e a SpongeBob sequestrano la patente. In ogni caso nelle stagioni più recenti il disprezzo che la Puff provava verso SpongeBob sembra essersi attenuato, sebbene ella continui a malapena a sopportare il suo pessimo studente e a cercare di evitarlo il più delle volte (nell'episodio Tutti in quarantena! della dodicesima stagione dice a SpongeBob che avevano concordato di fingere di non conoscersi fuori dalle lezioni).
La signora Puff aveva un marito, il signor Puff, che fa una breve apparizione nel sopracitato episodio Il granchio innamorato, dove si scopre che dopo la sua morte è stato imbalsamato e trasformato in una lampada. SpongeBob afferma che è una cosa della quale la signora Puff non ama parlare per ovvi motivi.

## Concezione e sviluppo

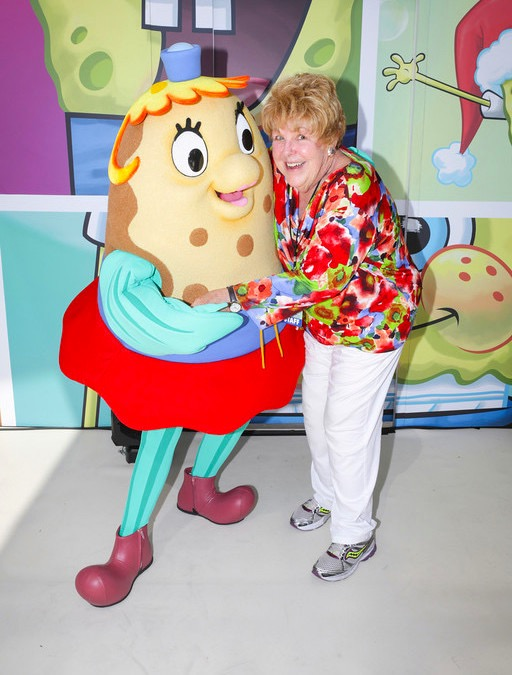
La doppiatrice originaria Mary Jo Catlett negli anni 2000

La signora Puff è stata l'ultimo dei personaggi principali della serie ad essere disegnato, venendo ideata da Stephen Hillenburg al termine della creazione del bible.
Il network aveva richiesto che SpongeBob frequentasse una scuola, poiché i cartoni animati maggiormente di successo avevano per protagonisti bambini e ragazzini in età scolare. Hillenburg si rifiutò di rendere SpongeBob un bambino, ma come compromesso stabilì che avrebbe frequentato una scuola guida. Lo showrunner Vincent Waller lasciò intendere che se il network avesse avuto il controllo creativo dello show, avrebbe ambientato quasi tutti gli episodi nella scuola della signora Puff. La scelta di rendere la signora Puff un pesce palla era finalizzata ad evocare la somiglianza con un airbag che scoppia durante gli incidenti d'auto.
L'episodio della terza stagione "La prigione" fu il primo ad essere scritto appositamente per il punto di vista della signora Puff. Lo storico dell'animazione Jerry Beck, nel suo libro The SpongeBob SquarePants Experience asserì che fu proprio quello l'episodio che "elevò la signora Puff allo status di star". Andrew Whalen di IBT Media definì il ruolo della signora Puff in quell'episodio come un punto culminante della serie.

### Doppiaggio
Nella versione in lingua inglese, la signora Puff è doppiata dall'attrice Mary Jo Catlett. Dal 2017, il doppiaggio della signora Puff è l'unico impegno pubblico dell'artista, che si definisce "sostanzialmente in pensione" dal 2013; l'amicizia personale con gli altri membri del cast e la leggerezza dell'ambiente di lavoro rendono possibile l'impegno alla Catlett rispetto ad altri set. In italiano è invece doppiata da Graziella Porta.

## Accoglienza
Il personaggio ha ricevuto critiche favorevoli sia dal pubblico che dalla critica. Yahoo! News definì la signora Puff "la più famosa insegnante di guida del pianeta". Lo stilista Peter Jensen, autore di una linea di felpe ispirate a SpongeBob, definì su Women's Wear Daily la signora Puff come il suo personaggio preferito. Anche il critico del New York Times A. O. Scott definì il personaggio come uno dei suoi preferiti insieme a Squiddi Tentacolo e Sandy Cheeks. La signora Puff risultò seconda nella classifica degli insegnanti preferiti dei cartoni animati a cura della rivista messicana Chilango. KSL-TV incluse la signora Puff nella lista dei "tredici insegnanti della cultura pop che è impossibile non amare". Il Pittsburgh Post-Gazette riportò nel 2002 che gli episodi ambientati nella scuola guida della signora Puff erano i preferiti del pubblico. Scott Lecter di DVD Talks affermò che personaggi come la signora Puff "suscitano alcune delle più grosse risate negli episodi".
Particolarmente elogiato fu anche il contributo di Mary Jo Catlett, la quale nel 2001 ottenne una nomination all'Annie Award come miglior doppiatrice in una serie animata. Nel 2013 venne nominata insieme al resto del cast come Miglior Ensemble Vocale nei Behind the Voice Actors Awards.
Nell'alveo delle controversie sulla sessualità di SpongeBob, il nome della signora Puff fu oggetto di critiche poiché in un particolare slang, il termine "puff" viene utilizzato per descrivere gli omosessuali. La prima testata a sollevare la questione fu la BBC nel 2002 e nuovamente nel 2004. Nel 2005, il giornalista del Sarasota Herald-Tribune David Grimes sostenne che il nome della signora Puff non fosse di per sé un'evidenza schiacciante, ma che "se SpongeBob ricevesse lezioni dal Signor Puff, sarebbe tutt'altra questione". La National Expert Commission of Ukraine on the Protection of Public Morality citò la signora Puff come una delle ragioni per cui bandire la trasmissione del cartone animato in Ucraina. Andrew Kirell, redattore capo di Mediaite, replicò "Cosa c'è di offensivo? Sì, 'puff' è un termine spesso usato per descrivere un uomo gay, come se i bambini ucraini lo sapessero".
Battute e reazioni della signora Puff vennero spesso utilizzati come meme su internet.

## Altri media
Il personaggio della signora Puff compare in varie tipologie di merchandise della serie, tra cui action figure e videogiochi. Nel 2007 la LEGO commercializzò un set di costruzioni raffigurante la scuola guida della signora Puff.
Il videogioco simulatore di guida SpongeBob's Boating Bash è incentrato sulla signora Puff e si svolge nella sua scuola guida. La signora Puff è un personaggio giocante nella versione Wii e funge da guida per il giocatore nella versione per Nintendo DS.
Nel 2011 Mary Jo Catlett prestò la propria voce per uno spot sulla sicurezza stradale prodotto da Toyota che aveva per protagonista la signora Puff. La doppiatrice tedesca del personaggio, Rita Engelmann, pubblicò invece un singolo musicale con la Sony Music intitolato "Hinterher! (feat. Mrs. Puff)", parodia del brano "I Love It" del gruppo musicale Icona Pop.
La signora Puff è tra i personaggi presenti in SpongeBob - Il film e SpongeBob - Fuori dall'acqua, ma lo scarso screen time del personaggio in entrambe le pellicole fu fortemente criticato. Nel musical del 2016 basato sul cartone animato, il personaggio è interpretato da Abby C. Smith.
L'incapacità di SpongeBob di superare il corso della signora Puff è divenuta parte della cultura popolare, a tal punto che quando lo sportivo Taylor Hall venne bocciato all'esame di guida, paragonò la propria situazione a quella del cartone animato.